# Kozienici csata
A Kozienicei csata 1656. április 6-án megvívott lovassági összecsapás, Kozienice térségében, ahol négy lengyel lovaszászlóalj egy 8 zászlóaljból álló svéd lovasságot semmisített meg teljesen, akiknek vezére elesett a harcban.
A svédek nyílt ütközetet kockáztattak meg, mert szabadcsapatoknak gondolták a lovasokat, akik Stefan Czarniecki seregéhez tartoztak. Az onnan nem messze állomásozó VI. Frigyes badeni őrgróf nem értesült erről, így nem számított jelentős lengyel csapatokra. A következő nap a warkąi ütközetben megsemmisítő vereséget szenvedtek a svédek.